# She's Out of My League
She's Out of My League (Ni en sueños en España, Ni en tus sueños en Hispanoamérica) es una película estadounidense de comedia romántica estrenada en 2010, dirigida por Jim Field Smith y escrita por Sean Anders y John Morris. La película tiene en sus papeles protagónicos a Jay Baruchel y Alice Eve, y fue producida por Jimmy Miller para Paramount Pictures y DreamWorks y filmada en Pittsburgh, Pensilvania. La producción de la película terminó en 2008. El filme recibió su lanzamiento en cines en todo el mundo el 12 de marzo de 2010.

## Sinopsis
Kirk Kettner (Jay Baruchel) trabaja como guardia de seguridad en el aeropuerto de Pittsburgh. Aún sigue saliendo con sus colegas del instituto y con sus compañeros de trabajo, Jack (Mike Vogel), Stainer (T.J. Miller) y Devon (Nate Torrence), y sueña con volver a salir con su exnovia Marnie (Lindsay Sloane), quien hace tiempo que pasó de él. En conjunto, Kirk parece contentarse simplemente con que las cosas sigan como están, hasta el día en que Molly (Alice Eve) atraviesa contoneándose su control de seguridad en el aeropuerto y se deja olvidado el teléfono móvil.
Molly es inteligente, sofisticada, abrumadoramente guapa, y está completamente fuera del alcance de Kirk. Cuando Kirk le devuelve cortésmente el teléfono, ella le propone agradecerle el favor con un par de entradas para un partido de hockey, y él acepta, sin imaginarse ni por un segundo que la chica de sus sueños le está proponiendo una cita.
Se nota que la pareja no encaja en absoluto, un hecho que tanto los amigos como la familia de Kirk se apresuran a hacerle ver. La chica es, en palabras de Steiner, un "10 total", lo más alto de la cadena alimenticia de los ligues, mientras que Kirk podría conseguir a duras penas un cinco.
Sin embargo, Molly está decidida a conquistarle, y mientras Kirk intenta comprender por qué una chica tan magnífica podría interesarse por él, empieza a pensar que quizás ella vea algo que nadie más puede ver. Tras cenar y beber vino con la mujer más bella que ha conocido en su vida, Kirk empieza finalmente a creer en sí mismo y a soñar con un futuro diferente. Entonces causa una impresión desastrosa al ser presentado a los refinados padres de Molly, y la relación se acaba tan rápidamente como empezó.
Con la "ayuda" de sus amigos, Kirk lanza una ofensiva total para recuperar a Molly, con resultados hilarantes y de vergüenza ajena. Con el cachas del exnovio de Molly y su repentinamente posesiva exnovia Marnie complicando las cosas, Kirk intenta demostrar que, si se intenta con suficientes ganas, el amor puede vencer incluso a los pronósticos más pesimistas.

## Elenco
- Jay Baruchel como Kirk Kettner. Doblado en España por David Jenner y en Hispanoamérica por Víctor Ugarte.
- Alice Eve como Molly McCleish. Doblada en España por Marta Barbará y en Hispanoamérica por Xóchitl Ugarte.
- Krysten Ritter como Patty. Doblada en España por Iris Lago y en Hispanoamérica por Marianna Santiago.
- T. J. Miller como Wendell a.k.a. Stainer. Doblado en España por Rafa Romero y en Hispanoamérica por Héctor Emmanuel Gómez.
- Nate Torrence como Devon. Doblado en España por Aleix Estadella y en Hispanoamérica por Edson Matus.
- Mike Vogel como Jack. Doblado en España por Ángel de Gracia y en Hispanoamérica por Noé Velázquez.
- Lindsay Sloane como Marnie. Doblada en España por Eva Lluch y en Hispanoamérica por María Fernanda Morales.
- Kim Shaw como Katie McCleish. Doblada en España por Paula Ribó.
- Jasika Nicole como Wendy. Doblada en España por Gloria Cano y en Hispanoamérica por Marisol Romero.
- Debra Jo Rupp como Mrs. Kettner. Doblada en Hispanoamérica por Yolanda Vidal.
- Adam LeFevre como Mr. Kettner. Doblado en España por Enric Isasi-Isasmendi y en Hispanoamérica por Carlos del Campo.
- Kyle Bornheimer como Dylan Kettner. Doblado en Hispanoamérica por Christian Strempler.
- Hayes MacArthur como Ron. Doblado en Hispanoamérica por Dafnis Fernández.
- Geoff Stults como Cam Armstrong. Doblado en España por Daniel García y en Hispanoamérica por Carlos Íñigo.
- Jessica St. Clair como Debbie. Doblada en España por Geni Rey y en Hispanoamérica por Erica Edwards.
- Trevor Eve como Mr. McCleish. Doblado en España por Jaume Comas y en Hispanoamérica por Alejandro Mayén.
- Sharon Maughan como Mrs. McCleish. Doblada en España por María Carmen Alarcón y en Hispanoamérica por Patricia Hannidez.
- Jeffery Jones
- Sebastian Laneri como Piloto Smith (no acreditado).
- Sidney Crosby como Él mismo (no acreditado).
- Jackie Evancho (extra) (no acreditado).